# Cirebon Girang
Cirebon Girang is een bestuurslaag in het regentschap Cirebon van de provincie West-Java, Indonesië. Cirebon Girang telt 10.332 inwoners (volkstelling 2010).